# Bota de Oro 1973-74

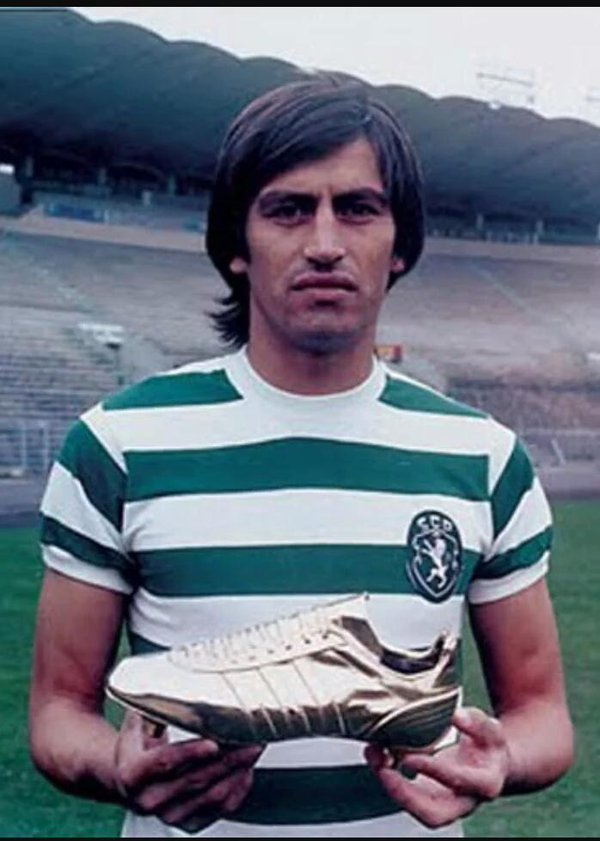
Héctor Casimiro Yazalde, ganador en 1973-74.

La Bota de Oro 1973-74 fue un premio entregado por la European Sports Magazines al futbolista que logró la mayor cantidad de goles en la temporada europea.
El ganador de este premio fue el jugador argentino Héctor Casimiro Yazalde por haber conseguido 46 goles en la Primera División de Portugal. Yazalde ganó la bota de oro cuando jugaba para el equipo Sporting de Lisboa.

## Resultados
| Posición | Futbolista              | Club                     | Campeonato                   | Goles |
| -------- | ----------------------- | ------------------------ | ---------------------------- | ----- |
| 1        | Héctor Casimiro Yazalde | Sporting de Lisboa       | Primera División de Portugal | 46    |
| 2        | Hans Krankl             | Rapid Viena              | Bundesliga de Austria        | 36    |
| 3        | Carlos Bianchi          | Stade de Reims           | Ligue 1                      | 30    |
| 3        | Jupp Heynckes           | Borussia Mönchengladbach | Bundesliga                   | 30    |
| 3        | Gerd Müller             | F.C. Bayern de Múnich    | Bundesliga                   | 30    |